# 페이스트리 브러시

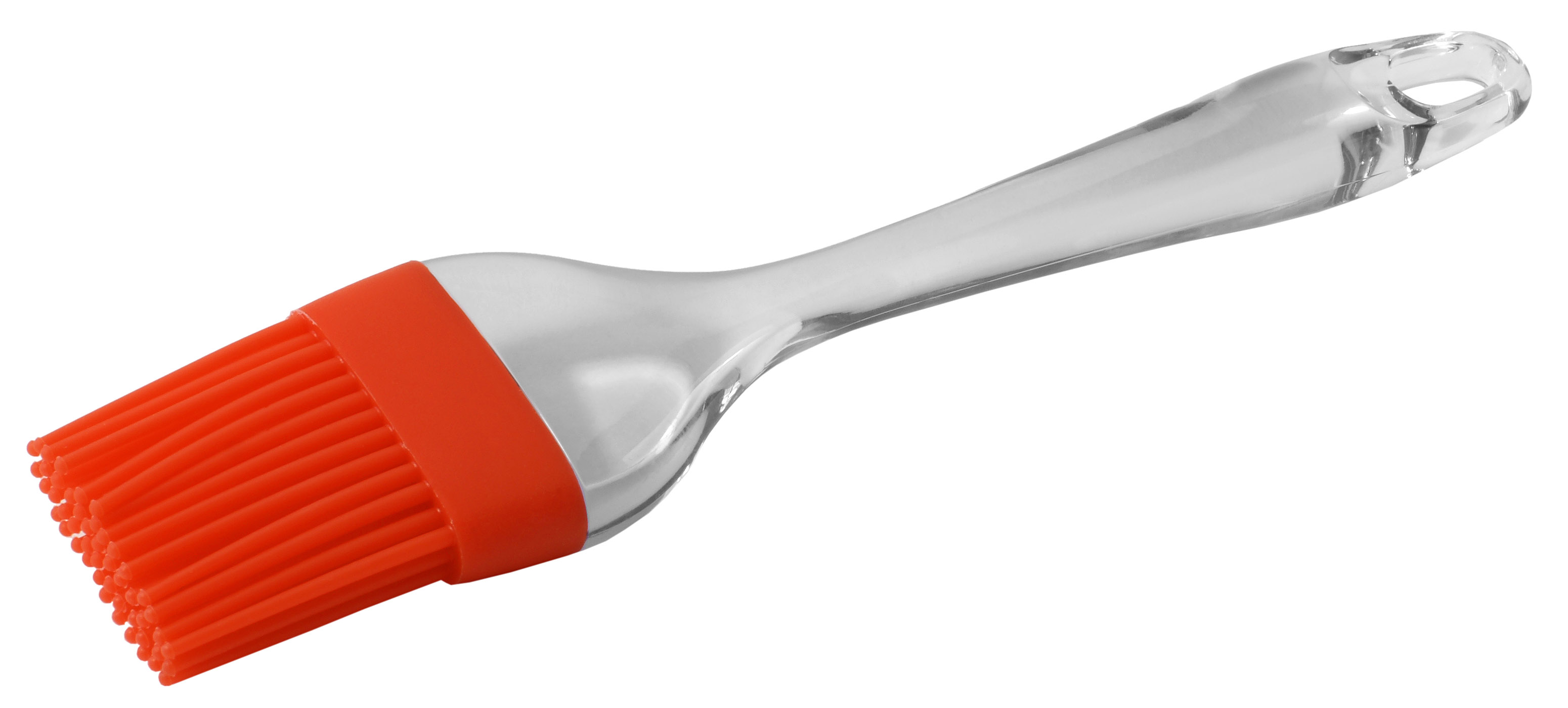
페이스트리 브러시

페이스트리 브러시(영어: pastry brush)는 음식에 버터, 오일을 바르는 데 사용되는 조리 도구다. 전통적인 페이스트리 브러시는 천연 강모, 플라스틱, 나일론 섬유로 만들어지는 반면, 현대 주방 브러시는 실리콘 강모로 만들어지기도 한다. 빵과 페이스트리를 굽는 데 사용할 때의 페이스트리 브러시는 음식 표면에 계란 등을 바르는 데 사용된다.
고기를 구울 때, 페이스트리 브러시를 사용하여 팬 아래의 육즙이나 떨어지는 액체를 닦아내고 고기 표면에 펴서 가죽을 바삭하게 만들 수도 있다.